# Exeter (Missouri)
Exeter – miasto w USA, w stanie Missouri w hrabstwie Barry. Według spisu powszechnego z 2000 roku, liczba mieszkańców wynosiła 707 osób.

## Geografia
Według United States Census Bureau, miasto ma łączną powierzchnię 0,8 mil kwadratowych (2,1 km²), które stanowią w całości grunty.

## Historia
Nazwa wywodzi się od nazwy miasta Exeter w hrabstwie Devon w Anglii. Pierwotnie miejscowość nosiła nazwę El Paso.

## Demografia
Według spisu powszechnego z 2000 roku, w Exeter żyło 707 osób, w 303 gospodarstwach domowych, stanowiących 196 rodzin. Gęstość zaludnienia wynosiła 889,0 osób na milę kwadratową (341,2 os./km²). W miejscowości tej było 324 budynków mieszkalnych, co daje średnią gęstość zabudowy 407,4 na milę kwadratową (156,6 bud./km²). Etnicznie populacja wsi stanowiła 95,05% ludności białej, 0,57% rdzennych Amerykanów, 1,70% innych ras i 2,69% deklarujących dwie lub więcej ras.
Rozkład struktury demograficznej: 
- 28,3% osoby do 18 roku życia
- 8,5% osoby między 18 a 24 rokiem życia
- 27,9% osoby między 25 a 44 rokiem życia
- 21,8% osoby między 45 a 64 rokiem życia
- 13,6% osoby w wieku 65 lat i starsze

Średnia wieku wynosi 35 lat.
Na każde 100 kobiet, przypadało 84,1 mężczyzn, natomiast w populacji powyżej 18 roku życia, wskaźnik ten wynosił 81,7.
Średni dochód gospodarstwa domowego wyniósł 25 438 dolarów. Mediana dochodu dla mężczyzn wynosiła 24 643 dolarów, a dla kobiet 17 981 dolarów. Średni dochód na osobę wynosił 11 600 dolarów.